# پروتکل رمزنگاری
قرارداد رمزنگاری یا پروتکل رمزنگاری پروتکل‌های انتزاعی یا مربوط به هم هستند که روش‌های رمزنگاری و شیوه‌ی ساختن توابع امن را بیان می‌کنند.
یک پروتکل بیان می‌کند که یک الگوریتم چگونه باید مورد استفاده قرار گیرد. پروتکل‌های کاملاً دقیق شامل جزئیات ساختارهای داده‌ای و بازنمایی‌های که برای پیاده سازی‌های متعدد در یک بخش از برنامه استفاده می‌شوند را شامل می‌گردد.
پروتکل‌های رمزنگاری به‌طور گسترده در سطح برنامه‌هایی که ارسال امن داده‌ها را بر عهده دارند استفاده می‌شوند. معمولاً یک پروتکل رمزنگاری دست‌کم دارای یکی از موارد زیر است:
- پذیرش کلید یا ایجاد آن
- احراز هویت
- رمزنگاری متقارن یا پیام‌های احراز هویت
- ارسال امن داده‌ها در سطح برنامه
- روش‌های عدم انکار

برای مثال، امنیت لایه انتقال یک پروتکل رمز نگاری می‌باشد که در ارتباطات امن صفحات وب استفاده می‌شود این یک مکانیزم احراز هویت موجودی می‌باشد که برپایه‌ی سامانه‌ی X.509 در مرحله نخست ساختن یک کلید است در  مرحله دوم رمزنگاری کلید متقارن با استفاده از رمزنگاری کلید عمومی تشکیل شده و در مرحله سوم ساخت تابع انتقال داده‌های سطح کاربرد می‌باشد که این سه مرحله بسیار مهم می‌باشند در امنیت لایه انتقال امکان وجود عدم انکار نمی‌باشد.
انواع دیگر از پروتکل‌های رمزنگاری نیز وجود دارد. برنامه‌های رمزنگاری اغلب از یک یا چند کلید توافقی در روش‌های خود استفاده می‌برند که حتی گاهی از این نرم افزارها خود به عنوان پروتکل رمزنگاری معرفی می‌شوند. برای نمونه به الگوریتم رمز نگاری دیفی-هلمن دقت نمایید این الگوریتم خود بخشی از پروتکل امنیت لایه انتقال می‌باشد اما به عنوان پروتکلی کامل برای دیگر برنامه‌ها نیز استفاده می‌گردد که دیگر به آن پروتکل گفته می‌شود.

پروتکل‌های رمزنگاری گاهی می‌تواند رسما بر روی یک سطح انتزاعی تعریف شوند. وقتی که این گونه شد باید یک محیط رسمی به هدف شناسایی رفتار و اعمال این پروتکل طراحی شود تا این پروتکل آزمایش و بررسی گردد.

## پروتکل‌های پیشرفته رمزنگاری
در ابتدا برای حفظ امنیت سه مؤلفه محرمانگی، صحت و دسترس‌پذیر بودن مطرح شد و برای ارضای هریک از این مؤلفه‌ها راهکارهایی ارائه گردید و باعث به وجود آمدن پروتکل‌های رمزنگاریی گردید که امروزه از آن‌ها استفاده می‌گردد ولی با گذشت زمان مؤلفه‌های دیگری به این موارد افزوده شد که از جمله عدم انکار، احراز هویت و احراز اصالت که در این زمان با توجه به رشد محیط‌های ارتباطات شبکه‌ای از اولویت‌های بالایی برخوردارند و در کنار سه مؤلفه قدیمی باید به ارضای آن‌ها نیز پرداخته شود.
حال جالب آن است که گستره‌ی بزرگی از پروتکل‌های رمز نگاری که در گذشته طراحی شدند توانایی‌هایی فراتر از اهدافی سنتی محرمانگی، صحت و دسترس‌پذیری اطلاعات را دارا بودند ولی از آن‌ها به این صورت استفاده نمی‌گردید ولی با ترکیب مدل‌های مختلف رمزنگاری مانند رمزنگاری متقارن با رمزنگاری نامتقارن به این پروتکل‌های پیشرفته دست یافتند و امروزه به‌طور گسترده از آن‌ها در کنار هم استفاده می‌شود. برای نمونه امضاهای دیجیتالی در پرداخت‌های الکترونیکی، شناسنامه‌های دیجیتال که برای نشان دادن هویت فرد و مشخصات وی می‌باشد از کاربردهای پیشرفته این پروتکل‌ها می‌باشد.
از دیگر موارد می‌توان به صدور گواهی‌های دیجیتال توسط مراکز صدور گواهی دیجیتال نام برد این گواهی‌ها در واقع سندی الکترونیکی است که یک امضای دیجیتال را به کار می‌برد تا یک کلید عمومی را به یک هویت مثل نام شخص یا سازمان و نشانی و اطلاعاتی از این دست، نسبت دهد.  امضاها در یک گواهی از طرف یک امضاکننده رسمی است و مصدق این است که مشخصات هویت و کلید عمومی مربوط به هم می‌باشند. گواهی دیجیتالی ورود به نسل جدیدی از تجارت الکترونیکی بوده و با امضای الکترونیکی تحول بزرگی در روابط و تعاملات ایجاد شده‌است.
استفاده از گواهی دیجیتالی برای تشخیص و پیگیری اسناد است به این معنا که اگر تاکنون پیام ارسالی در اینترنت هیچ اعتبار قانونی نداشته باشد با استفاده از گواهی دیجیتالی شکل قانونی به خود می‌گیرد.
این گواهی‌ها با هدف مدیریت نظام‌های ایمنی و رمزنگاری مورد نیاز برای تشخیص و تأیید هویت الکترونیکی کاربران در محیط دیجیتال، تضمین حفظ و تغییر نکردن محتوای داده پیام و همچنین پیشگیری از انکار طرف‌های دخیل در یک تعامل الکترونیکی ایجاد می‌شود.

## نمونه‌ها
- امنیت لایه انتقال
- آی‌پی‌سک
- قرارداد نقطه‌به‌نقطه
- قرارداد نقطه‌به‌نقطه
- مبادله کلید اینترنت